# Suinã
A suinã (nome científico: Erythrina velutina), conhecida também como mulungu, é uma espécie de árvore do gênero Erythrina. No Brasil ocorre no cerrado, mata atlântica e principalmente na caatinga. Ocorre também em outros países da América do Sul.
Outros nomes populares são: sanandu, canivete, corticeira, corticeira-do-banhado, mulungu-da-caatinga e eritrina.

## Características

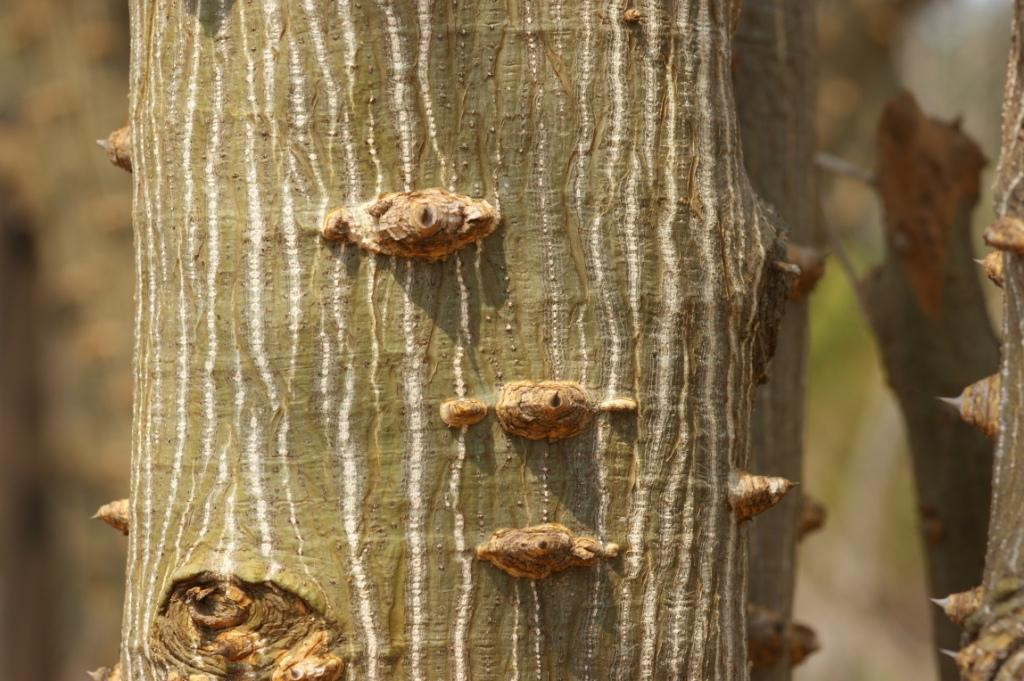
Casca do tronco cinza com raias brancas e espinhos

Simbolicamente, ela é conhecida por possuir alto poder de regeneração. Mesmo quando cortada, a árvore de mulungu renasce ainda mais forte e florida. Muitas pessoas usam suas folhas em chás, devido à sua propriedade calmante.
Cresce de 8 a 12 m de altura. Tronco e ramos com muitos acúleos, casca lisa, com estrias longitudinais mais claras; ramos esverdeados com fissuras e pontuações mais claras. Flores vermelhas, dispostas em recemos. Fruto logume, semi tortuoso, com sementes em formato de feijão, de cor avermelhada. Possui caule espinhoso e folhas grandes. Suas flores são vermelhas vistosas em forma de candelabro. Floresce de julho á setembro quando, nos lugares mais frios e secos, perde todas as folhas.
A floração depende do índice fluviário do estado, no Ceará (CE) do mês de janeiro a março.[carece de fontes?]
Suas vagens são marrons e abrigam as sementes. As sementes, por sua vez, são vermelhas ou laranjas e possuem substâncias tóxicas que podem levar a morte, por isto não devem ser ingeridas.